# Elohim crea Adamo
Elohim crea Adamo (conosciuto anche come Dio crea Adamo) è un dipinto (43x54 cm) realizzato nel 1795 dal pittore William Blake e conservato presso la Tate Britain di Londra.
L'opera fa parte delle grandi stampe a colori che Blake iniziò a comporre nel 1795.
Elohim, parola molto amata da Blake, significa in ebraico "Coloro che vennero dall'alto, dal cielo".
L'opera richiama il celebre affresco di Michelangelo, ma provoca sensazioni molto differenti.
Adamo ha un serpente avvolto attorno alla gamba, simbolo del materialismo nelle opere di Blake.